# Sărata (Neamț)
Sărata es una localidad rumana de la comuna de Dobreni, en el condado de Neamț.

## Historia
Hacia comienzos del siglo XX la localidad, que ya por entonces pertenecía al condado de Neamț, formaba parte de la comuna de Dobreni y tenía contabilizada una población de 192 habitantes.
En la segunda mitad del siglo XX el lugar seguía formando parte de la comuna de Dobreni. En el censo de 2021 la localidad tenía una población de 181 habitantes.